# Thomas Thornycroft (Bildhauer)

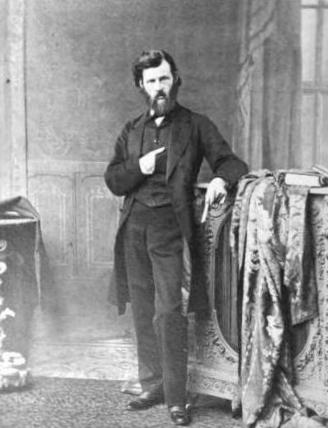
Thomas Thornycroft, von Ernest Edwards, 1864 von Lovell Reeve & Co veröffentlicht

Thomas Thornycroft (* 19. Mai 1815 in Great Tidnock bei Gawsworth, Cheshire, England, Vereinigtes Königreich Großbritannien und Irland; † 30. August 1885 in Brenchley, Kent, Vereinigtes Königreich Großbritannien und Irland) war ein englischer Bildhauer und Ingenieur.

## Leben und Werk
Thomas Thornycroft war der älteste von drei Söhnen des Bauern John Thornycroft (1791–1822) und seiner Frau Anne Cheetham (1795–1875). Geboren am 19. Mai 1815 in Great Tidnock bei Gawsworth in Cheshire wurde er am 16. Juni 1816 in der Kirche von Gawsworth getauft. Thornycroft besuchte die Congleton Grammar School. Danach ging er bei einem Chirurgen in die Lehre. Hier eignete er sich die Grundlagen der Anatomie an. 1835 zog er nach London. Hier war er vier Jahre lang Assistent im Atelier des Bildhauers John Francis. Am 29. Februar 1840 heiratete er Mary, dessen Tochter, die ebenfalls Bildhauerin war, in der St Pancras Old Church in London. Nach einer Italienreise 1842 bis 1843 kehrte die junge Familie – ihr Sohn John Isaac wurde 1843 in Rom geboren – nach London zurück und beide gründeten in der Nähe des Regent’s Park ein gemeinsames Atelier. Während Mary sich vor allem um Einkauf und Marketing kümmerte, interessierte sich Thomas vor allem für die technischen Aspekte des Giessens und entwickelte ein Faible für die Ingenieurskunst. Im Jahr 1843 schuf er die Skulptur „Medea, die kurz davor ist, ihre Kinder zu töten“ für eine Ausstellung in der Westminster Hall. Diese Ausstellung diente der Auswahl von Bildhauern für das House of Parliament. Als Anerkennung seiner beeindruckenden Arbeit erhielt er anschließend den Auftrag für Bronzestatuen im House of Lords. Diese Statuen repräsentierten zwei Barone, die eine bedeutende Rolle bei der Unterzeichnung der Magna Carta spielten. Die Vergabe dieses Auftrags an den Bildhauer zeugte von seiner Fähigkeit, komplexe und ausdrucksstarke Skulpturen zu schaffen. Es war eine große Ehre für ihn, an einem so prestigeträchtigen Projekt mitzuwirken und seine Fähigkeiten als Bildhauer unter Beweis zu stellen.

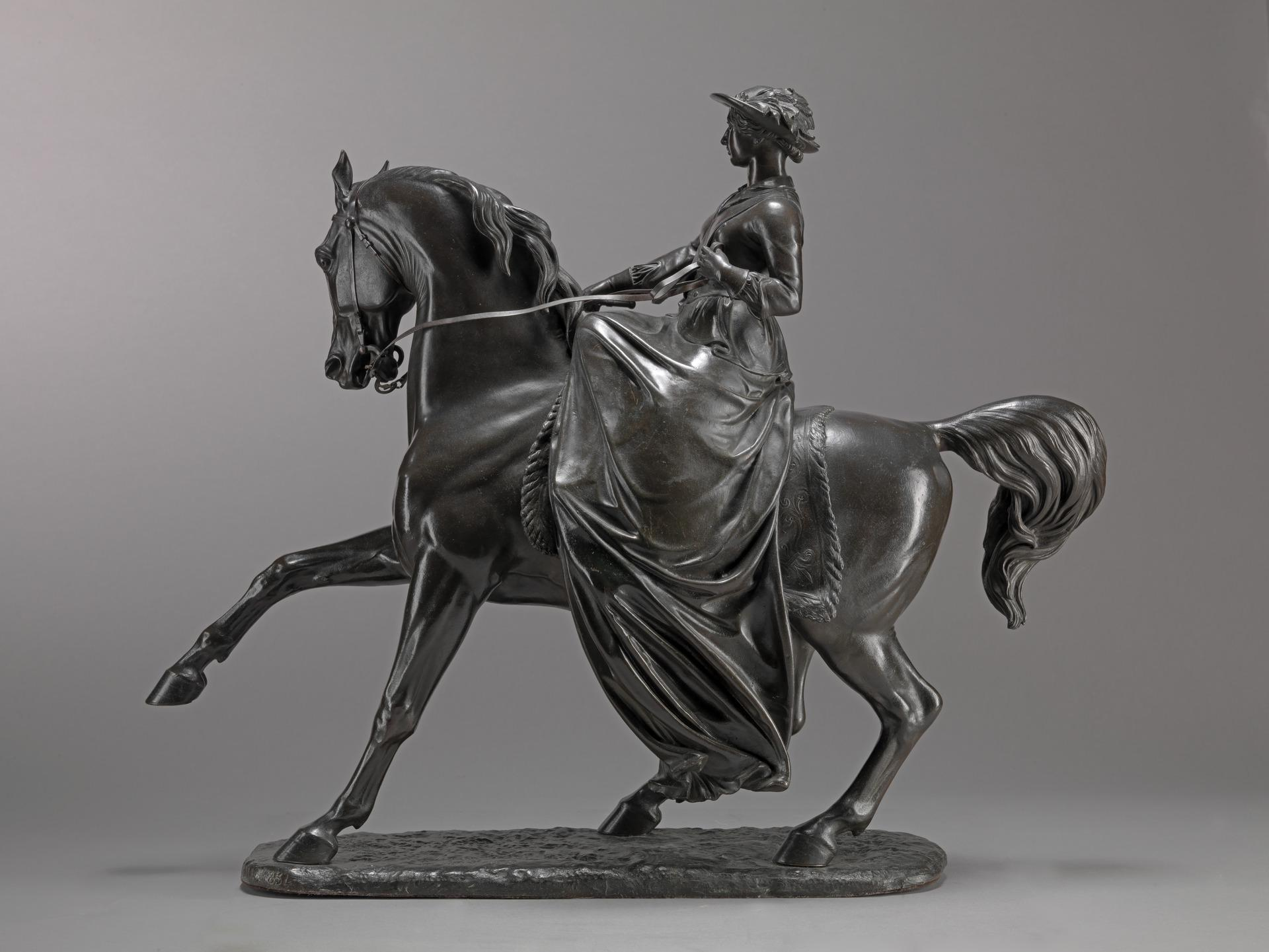
Thomas Thornycroft – Queen Victoria on Horseback

Auf Empfehlung von John Gibson erhielt Mary Thornycroft Aufträge für Porträtbüsten und Statuetten von den Kindern von Königin Victoria und Prinz Albert. Thomas Thornycroft schuf eine überlebensgroße Gips-Reiterstatue von Königin Victoria, die auf der Great Exhibition 1851 gezeigt wurde. Er porträtierte die Königin in einer eng anliegenden Reitkleidung und verlieh ihrem Pferd einen fröhlichen Gang. Die unkonventionelle Darstellung rief unterschiedliche Meinungen hervor, doch das Herrscherpaar fand Gefallen an ihr, vermutlich wegen des Bruchs mit der traditionellen Darstellung königlicher Würde durch die erfrischende, realistische Darstellung der Königin. Die lebensgroße Statue wurde im Eingangsbereich des Crystal Palace aufgestellt, was sicherlich einen beeindruckenden Anblick bot und zweifellos das hohe Ansehen zeigte, das das königliche Paar Thornycroft und seiner Arbeit entgegenbrachte. Die Pose der lebensgroßen Statue wurde aus einer Gravur abgeleitet, die in der Illustrated London News vom 2. Juli 1853 erschienen war und Königin Victoria bei der Truppenbesichtigung in Chobham zeigte. Sie wurde mit der Zustimmung von Königin Victoria hergestellt, die dafür sorgte, dass ihr Pferd während des gesamten Prozesses mehrmals in das Atelier des Bildhauers gebracht wurde.
In der Folge erhielt Thornycroft von der Art Union den Auftrag über fünfzig Bronze-Statuetten, von denen er mehrere in seinem Atelier goss. Diese wurden von 1854 bis 1859 als Preise vergeben. Jede Statue hatte die Beine des Pferdes in einer anderen Position. 1868 schuf er eine lebensgroße Version für die St George’s Hall in Liverpool im Auftrag des dortigen Stadtrats. Nach dem Tod von Prinz Albert erhielt der Bildhauer den Auftrag, Gedenkstatuen zu Ehren des Prinzen anzufertigen. Im September 1864 wurde eine dieser Statuen in Halifax enthüllt, gefolgt von weiteren Statuen in Wolverhampton, 1866, und Liverpool bis zum Jahr 1867. Bereits 1862 wurde eine Gedenkstatue von Prinz Albert in Auftrag gegeben, die von Thornycroft geschaffen wurde. Obwohl als einer der führenden Bildhauer Englands etabliert erhielt er zu dieser Zeit nur wenige bedeutende Aufträge 1857 belegte er den geteilten fünften Platz in einem um das Wellington-Denkmal in der St. Paul’s Cathedral ausgeschriebenen Wettbewerb.

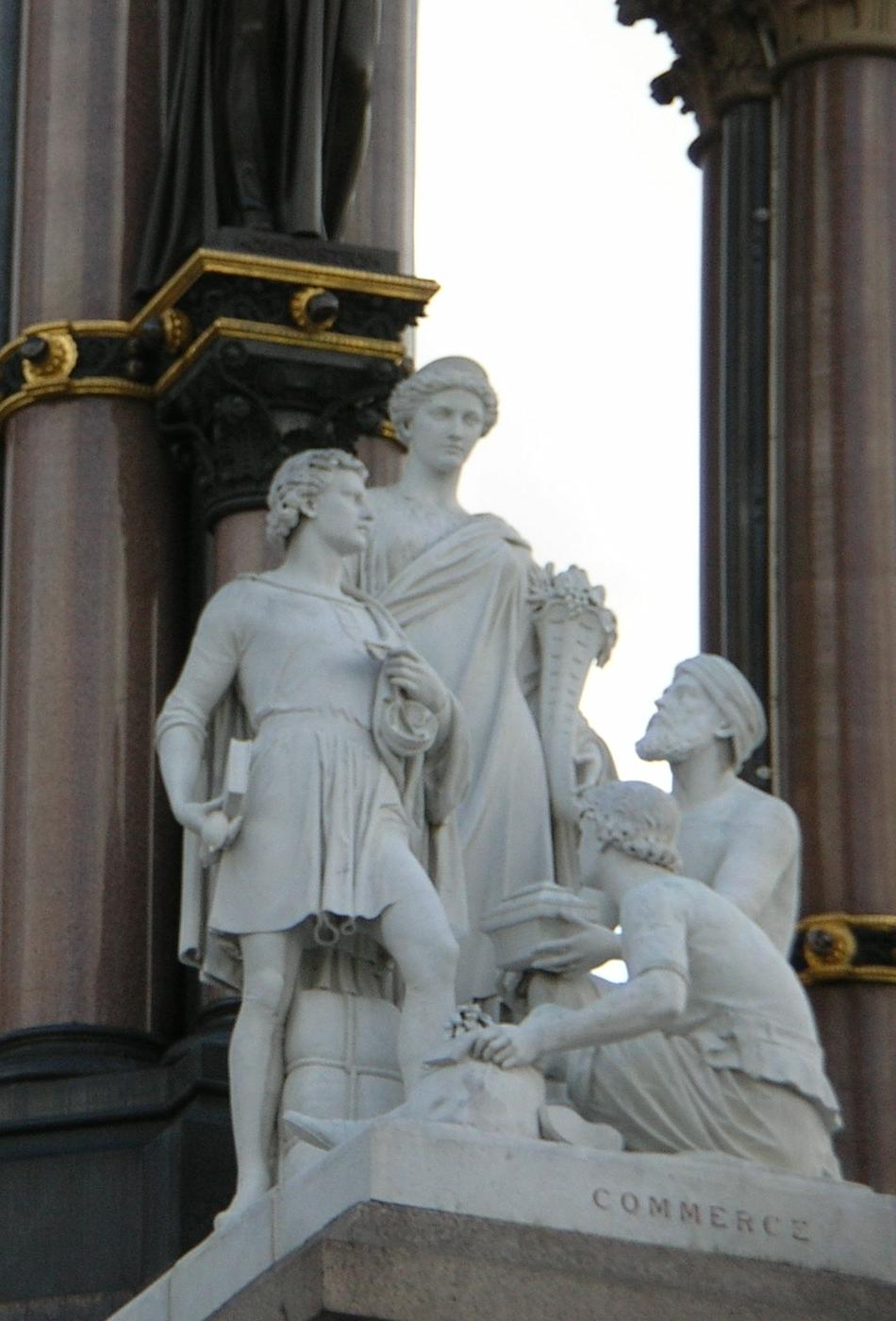
Commerce (Handel), Skulpturengruppe des Albert-Memorials, fertiggestellt 1876, Granit

Königin Victoria beauftragte die Royal Academy, Skulpturen für das Albert Memorial im Kensington Gardens zu schaffen. Für dieses Projekt übernahm er den Auftrag für die marmorne Gruppe mit dem Titel „Commerce“, die 1876 fertiggestellt wurde.

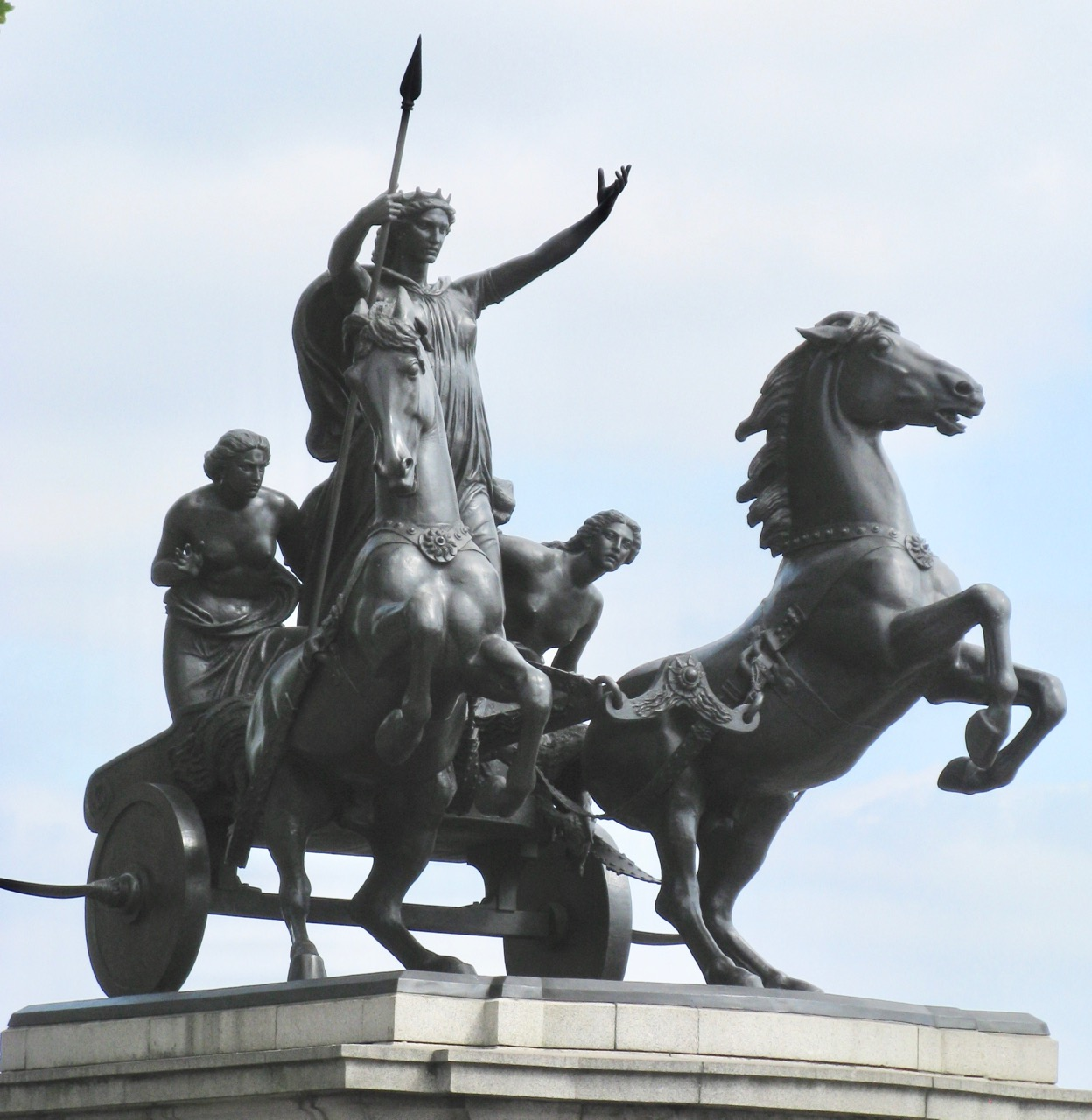
Boadicea und ihre Töchter

Ab Mitte der 1850er Jahre konzentrierte sich Thornycroft auf sein ambitioniertes Projekt der monumentalen Reitergruppe Boadicea and her Daughters [Boadicea und ihre Töchter] an der Westminster Bridge in London. Obwohl Prinz Albert die Idee wärmstens unterstützte, wurde das Denkmal erst 1902, siebzehn Jahre nach Thornycrofts Tod, in Bronze gegossen. Die Errichtung wurde durch die Spende des Gipsmodells und £1500 seines Sohnes, des Marineingenieurs Sir John Thornycroft, ermöglicht. Von 1836 bis 1874 stellte er insgesamt 42 Werke an der Royal Academy in London und fünf Werke an der British Institution im Jahr 1840 aus.
Später half er seinem Sohn John Isaac Thornycroft bei der Gestaltung von Dampfschiffen zu Lasten seines bildhauerischen Schaffens. Eines seiner letzten Werke war 1875 der Dichterbrunnen, Poets' Fountain, in der Nähe von Hyde Park Corner auf einer Verkehrsinsel in der Park Lane in London (1875; zerstört 1947). Dieses enorme Werk, das gemeinsam mit seiner Frau und seinem Sohn Hamo Thornycroft (1850–1925) entworfen wurde, umfasste Marmorstatuen von William Shakespeare, Geoffrey Chaucer und John Milton und drei Bronzestatuen der Musen: Tragödie(Melpomene), Komödie (Thalia) und Geschichte (Klio). Darüber befand sich eine Statue der Fama. Ein weiteres bekanntes Werk ist das Denkmal für John Hamilton-Martin aus dem Jahr 1857 in St. Michael’s, Ledbury, Herefordshire. Es ist von Thomas und Mary Thornycroft signiert, wobei letztere das Grabmal schnitzte. Es ist der Tradition von Thomas Banks und Francis Chantrey und stellt das Kind nicht tot, sondern schlafend dar. Bei seinem Tod hinterließ Thornycroft neben seiner Frau noch sechs der gemeinsamen sieben Kinder. Neben John Isaac und Hamo waren dies die Bildhauerin und Malerin Alyce Thornycroft (1844–1906), Frances Thornycroft (1846–1929), die Malerin und Bildhauerin Helen Thornycroft (1848–1937), und die Malerin Theresa Thornycroft (1853–1947). Zu seinen Enkelkindern zählen der Dichter Siegfried Sassoon (Theresa), der Motorbootfahrer und Olympiasieger Thomas Thornycroft (John Isaac) und die Schiffbauingenieure Blanche und John Edward Thornycroft (John Isaac).
Obwohl er ein talentierter Bildhauer war, behaupten einige Historiker, dass er im Schatten seiner Frau und der meisten seiner Kinder arbeitete.

## Weitere Werke (Auswahl)
Besonders erwähnenswert sind zwei Marmorplastiken, die ursprünglich für die Royal Gallery des Parlamentsgebäudes in Westminster vorgesehen waren und sich heute im Old Bailey befinden. Sein Ruf wurde durch seine Statuen von James I. und Charles I. sowie durch zahlreiche Darstellungen von Königin Victoria und Prinz Albert etabliert. Darüber hinaus beschäftigte sich Thornycroft mit mythologischen Motiven wie Melpomene, Clio und Thalia.
- Medea, Marmorskulptur, 1846. Die Skulptur war ein Geschenk Königin Viktorias an Prinz Albert zu dessen Geburtstag am 26. August 1849 und befindet sich heute im Osmond House.[8]
- Bust of Princess [Büste einer Prinzessin], weißer Marmor, um 1850
- zusammen mit Mary Thornycourt: The Prince of Wales and the Princess Royal als junger Hirte und Ährenleserin, Great Exhibition of the Works of Industry of all Nations in London, 1851[9]
- zusammen mit Mary Thornycourt: Gruppe dreier Kinder, Great Exhibition of the Works of Industry of all Nations in London, 1851[10]
- Monumentalstatue aus Marmor, 84. Ausstellung der Royal Academy of Arts, 1852
- Queen Victoria on Horseback, 1853
- A Flower Girl [Ein Blumenmädchen], Marmorstatue, Jahresausstellung der Royal Academy of Arts in Leeds, 1853[11]
- The Knitting Girl [Das strickende Mädchen], 87. Ausstellung der Royal Academy of Arts, 1855
- HRH the Prince Consort [HRH der Prinzgemahl], Marmorbüste, Ausstellung auf der International Exhibition in London, 1862[12]